# James Bell Forsyth
Pour les articles homonymes, voir Bell et Forsyth.
James Bell Forsyth (né en 1802 à Kingston et mort en 1869 à Québec) est un homme d'affaires canadien. Il a fondé le domaine Cataraqui de Sillery.

## Activités commerciales
Au cours de sa vie, il se livre à diverses activités économiques : importation/exportation de pianos, assurances, industrie navale, etc. Mais son domaine d'expertise absolu est le commerce du bois, activité abondante à cette époque sur les rives du fleuve Saint-Laurent. Vers la fin de sa vie, il s'implique davantage dans le développement des chemins de fer.

## Le début du domaine Cataraqui
En 1831 ou en 1836, il achète une terre jésuite dans le but de s'y construire une maison. Cataraqui semble venir du nom Katarokwen, que donnaient des Amérindiens à son village natal, le Fort Frontenac, à Kingston, en Ontario. Il vendit le domaine à Henry Burstall, « une figure énigmatique dans l’histoire de Sillery », mais qui a un mince lien de parenté avec James Bell Forsyth.
Marié à Frances Bell (1804-1850), il est le père du colonel Joseph Bell Forsyth, premier maire de Cap-Rouge.
Le village de Saint-Évariste-de-Forsyth, dans la région administrative de Chaudière-Appalaches, a été nommé en son honneur.